# District de Calobre
Le district de Calobre est l'une des divisions qui composent la province de Veraguas, au Panama. En 2010, le district comptait 11 493 habitants.

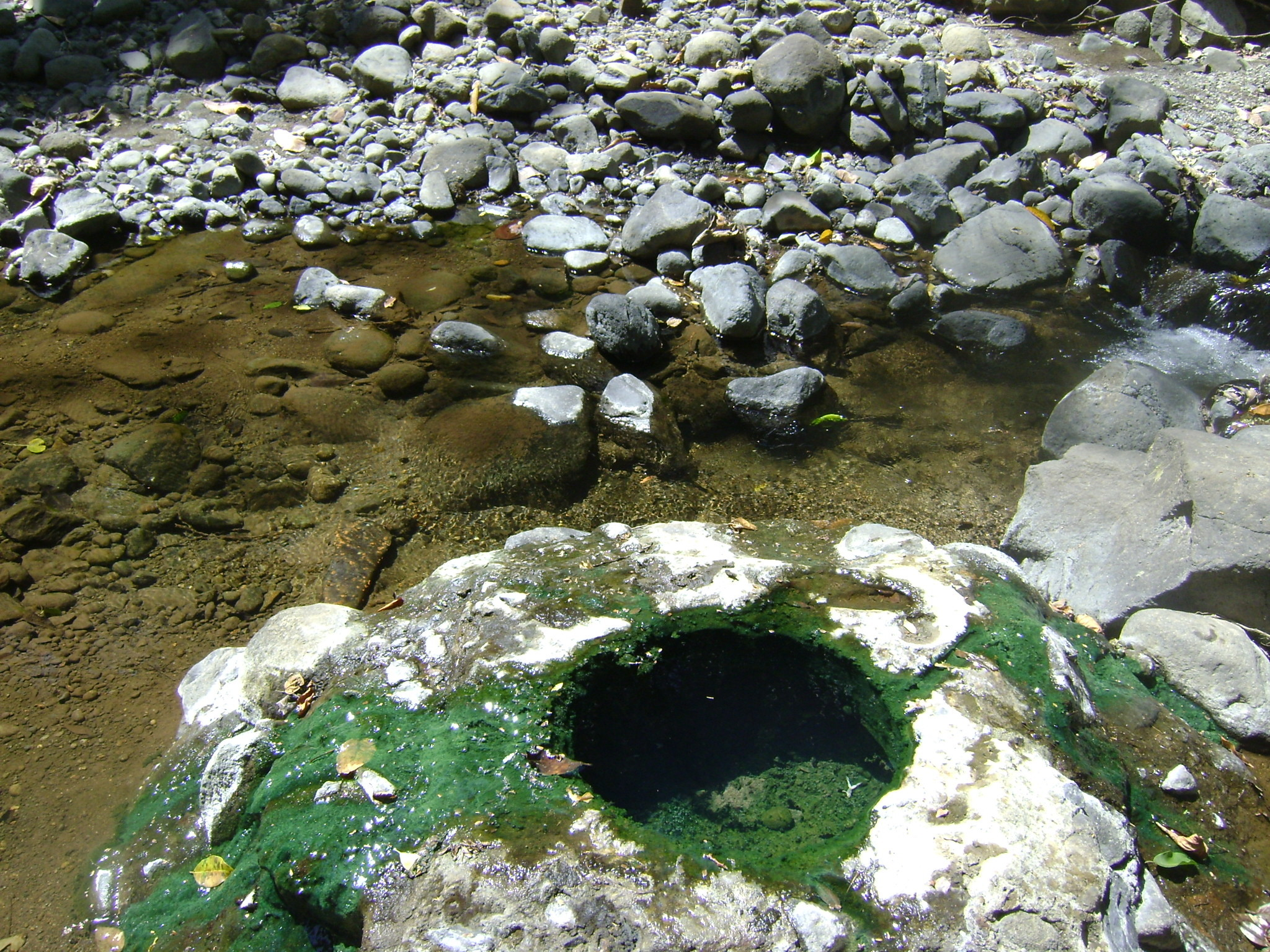
Sources thermales La Mochila

## Division politico-administrative
Elle se compose de douze corregimientos :
- Calobre
- Barnizal
- Chitra
- El Cocla
- El Potrero
- La Laguna
- La Raya de Calobre
- La Tetilla
- La Yeguada
- Las Guías
- Monjarás
- San José

## Crédit d'auteurs
- (es) Cet article est partiellement ou en totalité issu de l’article de Wikipédia en espagnol intitulé « Distrito de Calobre » (voir la liste des auteurs).